# Louis III. de Mailly
Louis III. de Mailly (* postum 27. Februar 1689; † 25. Oktober 1764 in Dijon) war ein französischer Adliger des 18. Jahrhunderts, der aus einer der ältesten Familien des französischen Adels, dem Haus Mailly, stammte.
Er war Marquis de Nesle et de Mailly, Prince d’Orange et de L’Isle-sous-Montréal, Comte de Bohain, de Beaurevoir et de Bernon, Baron d’Engotsen, de Mery, et de Remaugies, Seigneur de Maurup, de Pargny, de Menneville, de Fort Mont Hulin, de Livry en Lannoy etc.

## Leben
Louis III. de Mailly ist der Sohn von Louis II. de Mailly, Marquis de Mailly et de Nesle, Oberst des Régiment de Condé, Maréchal des Camps et Armées du Roi, der am 18. November 1688 in Speyer an einer bei der Belagerung von Philippsburg erlittenen Verwundung starb, und Marie de Coligny-Saligny, der Tochter von Jean de Coligny-Saligny. Er ist der Bruder von Charlotte de Mailly-Nesle (1688–1769), die 1711 in Paris Immanuel Ignaz von Nassau-Siegen heiratete.
Er begann seine militärische Laufbahn bei den Musketieren, mit denen er im Spanischen Erbfolgekrieg in der Schlacht bei Ramillies (23. Mai 1706) kämpfte, in der er am Arm verwundet wurde. Er wurde am 7. April 1707 Capitaine-lieutenant der Kompanie der schottischen Gendarmen und damit Kommandant der Gendarmerie de France.
Am 11. Juli 1708 kämpfte er in der Schlacht bei Oudenaarde, dann in der Schlacht bei Malplaquet (11. September 1709), der Schlacht bei Denain (24. Juli 1712), sowie bei den Belagerungen von Marchiennes, Douai, Le Quesnoy, Bouchain. Mit dem Ende des Krieges 1714 quittierte er den Dienst.
Aufgrund eines Urteils des Conseil d’État privé du Roi, das Jeanne de Monchy, seine Großmutter, am 25. Januar 1706 erwirkt hatte und durch das es ihr erlaubt wurde, sich unbeschadet des Rechts der Parteien als Princesse d’Orange zu bezeichnen, nahm er im Jahr 1710 den Titel des Prince d’Orange an.
1717 beauftragte ihn der Regent, den Zaren Peter der Große, der Frankreich besuchte, in Calais zu empfangen und ihn nach Versailles zu geleiten. Auf dem Weg dorthin hatte Louis III de Mailly die Ehre, den Zaren in der Nacht vom 5. auf den 6. Mai 1717 in seinem Schloss Montcavrel (in Alette bei Montreuil-sur-Mer) zu empfangen.
Am 2. Februar 1724 wurde er vom König Ludwig XV. als Ritter im Orden vom Heiligen Geist nominiert und am 3. Juni 1724 in den Orden aufgenommen.
Da er keine männlichen Nachkommen hinterließ, gingen das Marquisat Nesle und der Titel des Fürsten von Orange nach ihm auf seinen Cousin Louis V. de Mailly (1696–1767) über, und zwar aufgrund der Lettres de substitution perpétuelle, die Ludwig XIV. im Dezember 1701 ihrem Großvater Louis Charles de Mailly gewährt hatte.

## Ehe und Nachkommen
Am 2. April 1709 heiratete er in der Kapelle des Palais Mazarin Armande Félice de La Porte Mazarin (* 3. September 1691; † 12. Oktober 1729 in Versailles), Tochter von Paul Jules de La Porte, Herzog von Rethel-Mazarin, La Meilleraye und Mayenne, Pair de France, und Charlotte Félice Armande de Durfort-Duras, die bereits am 12. Oktober 1729 im Alter von 38 Jahren starb. Das Paar bekam sechs Kinder, davon fünf Töchter, die als die Nesle-Schwestern bekannt wurden:
- Louise Julie (* 16. März 1710; † 30. März 1751[11]); ⚭ 31. Mai 1726 ihren Vetter Louis Alexandre, Comte de Mailly (* 1694; † 30. Juli 1748); ab 1733 war sie Maîtresse en titre von Ludwig XV., 1739 verlor sie diese Position an ihre Schwester Pauline, 1741 kehrte sie nochmals an den Hof zurück, aber wurde von dort 1742 auf Drängen ihrer Schwester Marie-Anne vertrieben.
- Sohn († 28. August 1711, 12 Tage alt, ohne einen Namen erhalten zu haben)
- Pauline Félicité (* 1. August 1712; † 9. September 1741[12]), genannt Mademoiselle de Nesle; sie gebar Ludwig XV. einen Sohn, Charles, welcher nicht als Kind des Königs anerkannt wurde; weil er Ludwig XV. aber sehr ähnlich gesehen haben soll, wurde Charles auch als Demi-Louis bekannt; Pauline starb wenige Tage nach seiner Geburt; ⚭ 28. September 1739[13] Jean-Baptiste Félix Hubert de Vintimille, Marquis de Vins, Comte de Luc et de Vintimille (* 23. Juli 1720; † 10. September 1777)
- Diane-Adélaïde (* 13. Januar 1714[14]; † 30. November 1769), genannt Mademoiselle de Montcavrel; ⚭  23. Januar 1742[15] Louis II. de Brancas, Duc de Brancas, Villars et de Lauraguais, Pair de France (* 5. Mai 1714; † 10. Januar 1794)
- Hortense Félicité (* 11. Februar 1715; † 28. Dezember 1799), genannt Mademoiselle de Châlon; sie war aufgrund des Widerstands ihres Ehemanns die einzige der Schwestern, die das Bett nicht mit Ludwig XV. teilte; ⚭ 21. Januar 1739 François-Marie de Fouilleuse, Marquis de Flavacourt, 1744 Maréchal de camp
- Marie Anne (* Oktober 1717; † 8. Dezember 1744[16]), genannt Mademoiselle de Monchy, 1743/44 Duchesse de Châteauroux;[17] ⚭ 19. Juni 1734 Jean-Baptiste Louis de La Tournelle, Marquis de La Tournelle en Nivernais, Seigneur de Courancy, Chomard etc. († 23. November 1740)